# Златополь (Новомиргород)
Златополь (укр. Златопіль; прежнее название до 1787 г. — Гуляйполь, не путать с Гуляйполе) — бывший город Черкасского округа Украинской ССР, позже — Киевской, Черкасской, и Кировоградской областей, значительный культурный и торговый центр XVII—XIX веков. В 1959 году присоединен к городу Новомиргород.

## История
Территория Златополя начала заселяться с 1659 года. В 1686 году, после заключения мира между Россией и Польшей, город вошел в состав Речи Посполитой под названием Гуляйполь и стало собственностью князей Любомирских. В 1792 году, в результате второго раздела Польши, городок становится собственностью князя Потёмкина.
Согласно одной из легенд, Екатерина II, проезжая краем и увидев вокруг Гуляйполя золотые пшеничные поля, дала ему название Злато Поле — Златополь. Долгое время Златополь был еврейским и польским городком, центром Златопольской волости Чигиринского уезда Киевской губернии. При разделе потёмкинских земель достался его племяннику Н. П. Высоцкому.
До революции 1917 года вместе с 12 окружающими селами Златополь был владением Лопухиных, приобретенными ещё в 1833 году братьями Лопухиным. Его дети занимались культурно-просветительской деятельностью в городе. В городе был паровая мельница, маслобойня, церковь, гимназия. После революции город был райцентром позднее расформированного Златопольского района.
В 1900 году население составляло 11400 жителей (6373 были евреями). В 1923 году город стал центром Златопольского района. Во времена Второй мировой войны почти все еврейское население было уничтожено. 10 % еврейского населения было эвакуировано.

## Златопольская гимназия
Златопольская гимназия, одна из первых на Украине, была основана в 1836 году по инициативе Лопухиных, как четырёхклассное дворянское училище. В 1885 Златопольское дворянское училище было преобразовано в классическую мужскую гимназию. В 1891 году было завершено строительство исторического здания гимназии.
Учителями Златопольской гимназии в разные годы были Николай Зеров, Григорий Грушевский, Борис Лятошинский, Александр Назаревского, преподавали в ней и Лопухины. В гимназии, в частности, учились глава правительства УНР, писатель Владимир Винниченко и профессор П. А. Гордеев.
В октябре 1920 года Златопольская гимназия была закрыта. В 1924 году в её помещении начал действовать ликбез, а ещё через год — школа № 1 имени Ивана Франко, которая позже стала Новомиргородской средней школой № 1, работавшей в здании до 1989 года, когда здание было признано аварийным. После переезда школа получила статус лицея, а через некоторое время возродила историческое название — Златопольская гимназия.
Во время немецкой оккупации в годы Второй мировой в помещении был создан сборный лагерь молодежи перед насильственным вывозом на труд в Германию.
Во время поездки Президента Украины в Кировоградской области 1998 года, на совещании с руководителями предприятий был поставлен вопрос о реставрации Златопольской гимназии.